# Juan de Acuña Vela
Juan de Acuña fou un militar castellà, nascut a Àvila a mitjans de segle xvi i mort a Valladolid la primera dècada del segle xvii.
Va arribar a formar part del Consell de Guerra del monarca hispànic Felip II i del seu fill Felip III fins a l'any 1606, amb la graduació de capità general d'Artilleria. Per petició del Consell de Guerra, fou creada en 1605 la Càtedra de Matemàtiques i Artilleria de Madrid. Abans, des de 1600, Acuña ja havia estat impartint aquests coneixements. La càtedra es localitzava al Palau del Marquès de Leganés, Capità General d'Artilleria. Acuña en va ser el titular durant un curt temps, després del qual va cedir el lloc al brillant Julio César Ferrufino, fill d'un militar italià que havia servit a Felip II. Juan de Acuña Vela, va ser nomenat membre de l'Orde religiós d'Alcántara i visitador i comendador de l'Ordre de Calatrava, totes dues de tradició militar. Segons algunes fonts, el rei Felip III nomenà Acuña Marquès de Belmonte.